# Leptopsis saussurei
Leptopsis saussurei är en insektsart som först beskrevs av Desutter-grandcolas 1992.  Leptopsis saussurei ingår i släktet Leptopsis och familjen syrsor. Inga underarter finns listade i Catalogue of Life.